# Куряче-Лозівська сільська рада
Ку́ряче-Лозі́вська сільська́ ра́да — колишній орган місцевого самоврядування у Кривоозерському районі Миколаївської області. Адміністративний центр — село Курячі Лози.

## Загальні відомості
- Населення ради: 1 698 осіб (станом на 2001 рік)

## Населені пункти
Сільській раді підпорядковані населені пункти:
- с. Курячі Лози

## Склад ради
Рада складалася з 16 депутатів та голови.
- Голова ради: Михайлецький Володимир Олександрович
- Секретар ради: Гончарук Тетяна Миколаївна

### Керівний склад попередніх скликань
| Прізвище, ім'я, по батькові          | Основні відомості                                                         | Дата обрання | Дата звільнення |
| ------------------------------------ | ------------------------------------------------------------------------- | ------------ | --------------- |
| Михайлецький Володимир Олександрович | Сільський голова, 1957 року народження, член Партії регіонів              | 26.03.2006   | 31.10.2010      |
| Михайлецький Володимир Олександрович | Сільський голова, 1958 року народження, освіта вища, член Партії регіонів | 31.10.2010   |                 |

Примітка: таблиця складена за даними сайту Верховної Ради України